# Karahasanlar, İnegöl
Karahasanlar là một xã thuộc huyện İnegöl, tỉnh Bursa, Thổ Nhĩ Kỳ. Dân số thời điểm năm 2011 là 39 người.